# Kalkoven Sieben

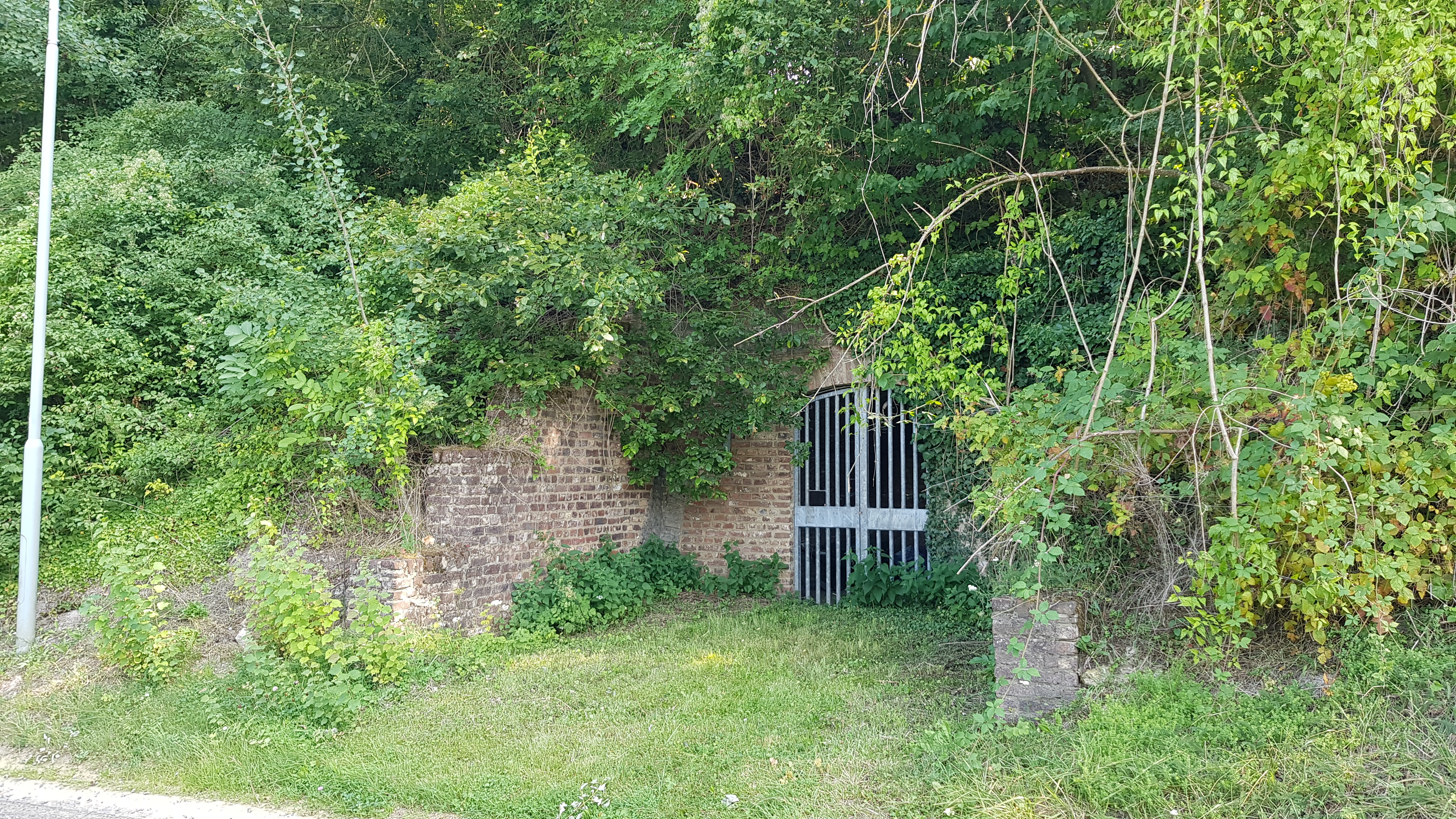

De Kalkoven Sieben is een kalkoven in Nederlands Zuid-Limburg in de gemeente Simpelveld aan de gemeentegrens met de gemeente Voerendaal. Het bouwwerk staat ten oosten van Ubachsberg in het Droogdal de Dael aan de zuidzijde van de Daelsweg, de weg van Ubachsberg naar Welten (Heerlen).
Op ongeveer 400 en 550 meter naar het noordoosten liggen de Kalkoven Kurvers en Kalkoven Bosrand.
Achter de kalkoven werd aan de zuidoostzijde in een groeve kalksteen gewonnen, aangeduid met oude kalkgroeve in de Dal.

## Geschiedenis
In 1914 werd het bedrijf Kalkgroeve-branderij "De Mijnstreek" opgericht.
Op 1 oktober 1923 werd het terrein verpacht voor een periode van 5 jaar. Voor de exploitatie gebruikte men tot 1927 vijf paarden om de kalksteenblokken met paard en wagen naar de kalkoven te transporteren. Daarna werd er van vrachtauto's gebruik gemaakt.
In 1941 werd een vergunning verkregen om de percelen C 1258, 1259, 1260, 1261, 1262 te vergraven.
In 1949 verkreeg men een vergunning voor de winning van kalksteen op het perceel (C 716) achter de groeve.
In 1955 kwam de kalksteenwinning op het terrein achter de kalkoven ten einde en werd het terrein gebruikt als vuilstort.
Op 13 oktober 1969 werd de kalkoven als laatste nog in bedrijf zijnde oven gesloten.
In de jaren 1970 werd de stortplaats gesaneerd en in cultuur gebracht.
De kalkoven is gerestaureerd.

## Kalkoven
De kalkoven heeft slechts één ovenmond.
De gebrande kalk werd geleverd aan de Staatsmijnen.